# Синташтинская культура
Синташти́нская культура — археологическая культура бронзового века (с конца III — начало II тыс. до н. э.). Согласно современным исследованиям, считается предшественницей более поздней андроновской культурно-исторической общности. Характеризуется археологическим комплексом Синташта.

## Топонимика
Название культуры происходит от названия поселения на реке Синташте (левый приток реки Тобол).

## Характеристика
Синташтинская культура была распространена между 54 и 52 градусами северной широты и 59 и 62 меридианами восточной долготы в зоне северной степи Южного Зауралья и Южного Урала.
В настоящее время в Челябинской и Оренбургской областях найдено 22 укреплённых поселения культуры. Большинство поселенческих памятников Синташтинской культуры расположены у рек Уральского и Тобольского бассейнов.
На Южном Урале открыты поселения Аркаим, Берсуат, Каменный Амбар, Куйсак, Синташта, Устье, Степное, Кизильское, Аландское, Синташта II и др.; могильники Синташтинский, Большекараганский, Кривое озеро, Буланово, Степное VII, Танаберген II, Бестамак и др. Площадь синташтинских укреплённых поселений как правило до 2 га, иногда достигает 3,4 га.
Особенностями поселений являются системы фортификации, имеющая форму замкнутого комплекса монументальных защитных сооружений. Стены поселений сложены из глинобитных блоков, толщиной до 5,5 метров и высотой до 3,5 м. Планировка круглая, овальная и прямоугольная, с площадью или улицей в центре.
В жилищах найдены очаги, камины, погреба, колодцы, металлургические печи.

Керамические изделия из Синташты

Керамическая посуда представляет собой сосуды острорёберной и баночной формы с волнистыми линиями, фигурами. Керамика синташтинской культуры не восходит к ямной культуре, а имеет параллели с позднекатакомбной и абашевской культурами.
Захоронения осуществлялись в курганных могильниках, расположенных, зачастую, на противоположном к поселениям берегу рек. Хоронили в глубоких, до 3,5 метров могильных ямах-склепах скорчено на левом боку с ладонями у лица.
В могилы клали оружие (наконечники стрел, гарпуны, топоры, наконечники копий), орудия труда (ножи, иглы, серпы, тёсла, долота, рыболовные крючки), украшения (бусы, браслеты, подвески), бытовые и ритуальные предметы и др. Целый ряд захоронений сопровождался жертвоприношениями лошади: голова, ноги в положении бега; встречаются остатки боевых колесниц. Д. Энтони и Н. Б. Виноградов (1995) датировали колесницу классического типа в захоронении синташтинской культуры в районе Кривого озера (Челябинская область) 2026 годом до н. э. В 9 могильниках синташтинской и родственной ей петровской культур археологами обнаружено не менее 16 погребений с колесницами, самые ранние из которых датируются временем не позднее 2000 г. до н. э. Это первые в истории настоящие колесницы — лёгкие повозки с двумя спицевыми колёсами, запрягавшиеся конями, которыми управляли при помощи кольцевых удил, и предназначавшиеся для быстрой езды.
Осуществивший раскопки погребения 1 кургана 9 могильника Кривое Озеро Н. Б. Виноградов 12 годами позднее отказался от интерпретации найденных остатков колёс на оси со ступицами как следов помещения колесницы в погребение и в автореферате своей докторской диссертации указал, что «на сегодняшний день нет достоверных данных о помещении в погребальные камеры колесниц целиком». В статье 2020 года Виноградов пришёл к выводу о том, что синташтинцы лишь создавали макеты погребальной повозки, зарывая в землю пару колёс на оси, и дал новую реконструкцию могильной ямы 1 кургана 9 могильника Кривое Озеро, в которой от повозки остались лишь вкопанные наполовину в дно могилы два спицевых колеса и ось со ступицей.
Животные (лошади, крупный рогатый скот, мелкий рогатый скот, собаки) приносились в жертву как часть погребальной обрядности.
Погребальные ритуалы не зависели от положения человека в обществе, а отражали больше половозрастные градации.
Основой системы их жизнеобеспечения являлось животноводство. Представители культуры занимались металлургией, керамическим, кожевенным производствам, ткачеством и др.

## История изучения
Исследованиями Синташтинской культуры занимались учёные И. М. Батанина, Н. Б. Виноградов, В. Ф. Генинг, А. В. Епимахов, Г. Б. Зданович, Т. С. Малютина, Д. Г. Зданович, Е. В. Куприянова и др.

## Происхождение

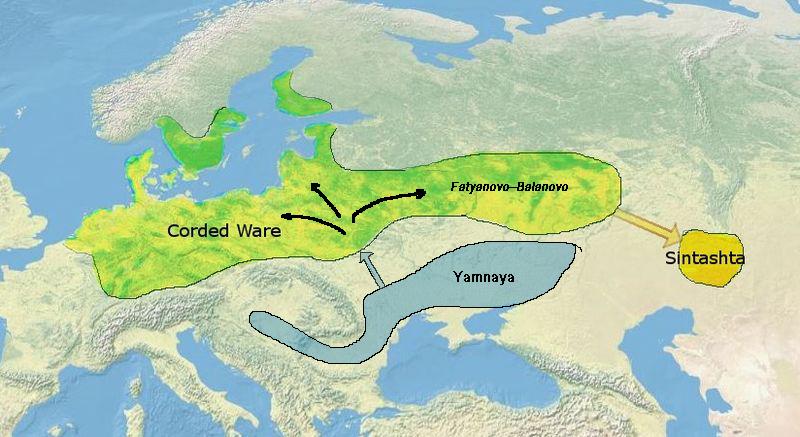
По Аллентофту (2015), культура Синташта, происходит, по крайней мере частично, из культуры шнуровой керамики

В настоящий момент в археологии нет консенсуса в вопросе происхождения и формирования синташтинской культуры. Высказываются разные мнения и исходные культуры: абашевская (Т. М. Потёмкина, В. С. Горбунов, О. В. Кузьмин, А. Д. Пряхин), катакомбная (Н. М. Малов, В. В. Филипченко, А. В. Епимахов, Е. Е. Ткачёв), культура многоваликовой керамики, донецкая катакомбная, вольско-лбищенская, полтавкинская (Н. Б. Виноградов), ямная, ближневосточные культуры. Существует предположение, согласно которому основой для формирования синташтинской культуры послужили древнеямные и катакомбные племена, а также местное население. Большинство археологов в настоящее время отрицает непосредственную связь ямной и синташтинской культур.
Наиболее общепринято мнение, что поселения синташтинской культуры принадлежали носителям праиндоиранского языка.

## Палеогенетика
Согласно исследованиям в области палеогенетики, люди из синташтинской культуры имеют значительное генетическое сходство с представителями культуры шнуровой керамики. Миграция популяций из культуры шнуровой керамики на восток, вероятно, привела к формированию синташтинской культуры. При исследовании ископаемой ДНК у представителей синташтинской культуры были обнаружены Y-хромосомная гаплогруппа R1a1a1b2-Z93 и митохондриальные гаплогруппы J1, J2, N1 и U2.